# Вышемирский, Франц Адамович
Франц Адамович Вышемирский — российский учёный в области маслоделия, доктор технических наук, профессор, лауреат премии Совета Министров СССР и Государственной премии Российской Федерации.

## Биография
Родился 15 июля 1930 года в селе Сприсовка Каменец-Подольской (Хмельницкой) области.
Окончил Ленинградский технологический институт холодильной промышленности.
С 1956 по 2018 год работал во ВНИИМС в должностях от младшего научного сотрудника до заведующего отделом маслоделия и заместителя директора по научной работе (в последнее время — ведущий специалист).
Кандидат (1963), доктор (1981) технических наук, профессор (1983).
Умер 4 декабря 2018 г.

## Научная деятельность
Под его руководством и при непосредственном участии разработаны технологии сливочного масла «Крестьянское», «Бутербродное», масла с вкусовыми компонентами, стерилизованного и сухого масла, низкокалорийных продуктов, спредов.

### Научные труды
Автор (соавтор) более тысячи научных публикаций. В их числе:
- Производство сливочного масла : [Учеб. для сред. ПТУ] / Ф. А. Вышемирский. — М. : Агропромиздат, 1987. — 271,[1] с. : ил.; 22 см.
- Производство масла из коровьего молока в России / Ф. А. Вышемирский. — Санкт-Петербург : ГИОРД, 2010. — 284 с. : ил., портр., табл.; 21 см; ISBN 978-5-98879-123-2
- Этюды о масле, маслоделии и маслоделах : [научно-производственное издание] / Ф. А. Вышемирский. — Москва : [Молочная пром-сть], 2008. — 363 с. : ил., табл.; 24 см; ISBN 978-5-901678-03-09 (В пер.)
- Маслоделие в России [Текст] : (История, состояние, перспективы) / Ф. А. Вышемирский, д-р техн. наук, проф., лауреат гос. премии РФ. — Углич : Рыб. дом печати, 1998. — 589 с. : ил.; 21 см; ISBN 5-88697-043-6

## Награды и звания
Разработанная им технология масла «Крестьянское» в 1975 г. удостоена премии Совета Министров СССР. В 1997 г. авторский коллектив маслоделов ВНИИМС удостоен Государственной премии РФ за разработку научных основ новых технологий производства, высокое качество сливочного масла и их широкое внедрение на предприятиях России (Указ президента от 10 июня 1997).
Награждён орденами «Знак Почёта» (1987) и Дружбы (2004), медалями ВДНХ.